# One Night Only (banda)
One Night Only es una banda de indie rock británica originaria de Helmsley, North Yorkshire, formada en 2003.

## Historia
One Night Only nació en el verano de 2003. Sus componentes iniciales fueron los adolescentes Mark Hayton, Daniel "Pob" Parkin, Sam "Gunner" Ford y Kai "Kai" Smith. La banda todavía no había encontrado un vocalista hasta que George Craig, amigo del hermano de Ford, se unió a los pocos meses. Primero iba a ser el vocalista del grupo pero también quiso ser guitarrista. En sus inicios la banda tocaba canciones de  Blink-182 y The Beatles, así como algunas de su propio material.
Para la elección del nombre de la banda tuvieron que transcurrir varios meses hasta que en un concierto se les preguntó por el. Todavía no habían elegido ningún nombre y se les ocurrió en ese instante "One Night Only" (que significa "Una sola noche" en su traducción al castellano).
Realizaron su primer concierto el 12 de diciembre de 2003 en Yorkshire del Norte (Inglaterra). En 2005, el teclista Jack "Fish" Sails se unió a la banda. 
En 2007, la banda estuvo de gira con Milburn y The Pigeon Detectives. La propia gira de One Night Only comenzó en  enero de 2008. Su gira más multitudinaria se llevó a cabo en otoño de 2008.  También tocaron en varios festivales. Ellos comenzaron su última gira el 15 de junio de 2010.

## Started a Fire (2003 - 2008)
Su álbum debut "Started a Fire" fue grabado en los estudios RAK en Londres entre agosto y septiembre del 2007. El disco fue producido por Steve Lillywhite (conocido por su trabajo con U2). "You and Me", fue su primer sencillo, lanzado en octubre de 2007. No pudo entrar en el Top 40 de las listas del Reino Unido pero sin embargo, alcanzando el puesto Nº46. "Just For Tonight", el segundo sencillo, logró un mayor éxito, alcanzando el puesto N.º 9 en la lista de sencillos del Reino Unido. El sencillo fue lanzado en 28 de enero de 2008 con el álbum que se publica una semana más tarde 4 de febrero de 2008. "It's About Time" fue el tercer sencillo que se publicó en abril de 2008. No pudo alcanzar el éxito de "Just For Tonight", alcanzando el puesto Nº37 en la tabla. El disco ha vendido más de 200 000 copias en Europa, siendo disco de oro en el Reino Unido.

## One Night Only (2009 - presente)
La banda compuso más de veinticinco canciones después de su primer disco. En un principio se pensó que el segundo álbum saldría a la ventana a primeros de septiembre de 2009, pero finalmente se aplazó hasta verano de 2010. 
El 19 de marzo de 2010, se anunció a través del boletín de correo electrónico de la banda y MySpace que la grabación de su segundo álbum estaba terminado. La banda también anunció la salida del baterista Sam Ford. El hermano de George Craig, James Craig, reemplazó a Sam.
El primer single extraído del nuevo álbum fue "Say You Don't Want It", que fue lanzado el 16 de agosto de 2010. La actriz Emma Watson protagonizó el videoclip de la canción con el vocalista Craig (que tiempo después mantendrían una relación de pareja). La canción entró directamente al Nº22 de las listas inglesas. One Night Only ha vendido por el momento 100.000 copias en Reino Unido.

## Miembros
- George Craig – vocalista, guitarrista (2003–presente)
- Mark Hayton – guitarrista y coros(2003–presente)
- Daniel Parkin – bajista (2003–presente)
- Jack Sails – teclista y coros (2005–presente)
- James Craig – batería (2010–presente)

- Antiguos miembros

- Kai Smith – guitarrista (2003)
- Sam Ford – batería (2003–2010)
- JPR -vocalista (2003)

## Discografía
- 2008: Started a Fire
- 2010: One Night Only
- 2015: Where The Sleepless Go

## Sencillos
| Año  | Canción                   | CD             |
| ---- | ------------------------- | -------------- |
| 2007 | "You and Me"              | Started a Fire |
| 2008 | "Just for tonight"        | Started a Fire |
| 2009 | "It's about me"           | Started a Fire |
| 2010 | "Say You Don't Want It"   | One Night Only |
| 2011 | "Can you feel it tonight" | One Night Only |
| 2012 | "Long Time Coming"        |                |